# Bessie Coleman
Bessie Coleman (Atlanta, 26 januari 1892 – Jacksonville, 30 april 1926) was een van de eerste Amerikaanse piloten in de burgerluchtvaart. Zij was de eerste vrouw van Afro-Amerikaanse afkomst en ook de eerste persoon van inheemse Amerikaanse (of Amerikaans-indiaanse) afkomst die een vliegbrevet had. Coleman behaalde haar vliegbrevet bij de Fédération Aéronautique Internationale op 15 juni 1921 en zij was de eerste gekleurde persoon die een internationaal vliegbrevet behaalde.
Coleman, geboren in een familie van deelpachters in Texas, stond al op jonge leeftijd op de katoenvelden en volgde ook onderwijs in een kleine gesegregeerde school. Daarna volgde zij een semester colleges aan de Langston University. Zij ontwikkelde al vroeg een interesse voor vliegen, maar Afro-Amerikanen, inheemse Amerikanen en vrouwen hadden geen mogelijkheden voor het volgen van een pilotenopleiding in de Verenigde Staten. Daarom spaarde Bessie geld en kreeg zij financiële steun om naar Frankrijk te gaan voor een pilotenopleiding. Zij werd een prominente piloot in beruchte gevaarlijke vliegshows in de Verenigde Staten. Bessie was bij het publiek bekend als Queen Bess en Brave Bessie, en zij hoopte een school te kunnen oprichten voor Afro-Amerikaanse piloten. Coleman kwam om tijdens een vliegtuigongeluk in 1926 toen zij een nieuw vliegtuig aan het testen was. Haar voortrekkersrol was een inspiratie voor beginnende piloten en voor de Afro-Amerikaanse en inheemse Amerikaanse gemeenschappen.

## Beginjaren
Bessie Coleman (soms ook Elizabeth genoemd) werd geboren op 26 januari 1892 in Atlanta (Texas) als tiende kind van George Coleman, wiens ouders behoorden tot het volk de Cherokee en Susan Coleman die Afro-Amerikaans was. Negen kinderen overleefden de kindertijd wat typisch was voor die tijd. Toen Coleman twee jaar was verhuisde haar familie naar Waxahachie (Texas) waar zij leefden als deelpachters. Coleman ging vanaf zesjarige leeftijd naar school in Waxahachie. Zij liep elke dag zes kilometer naar haar gesegregeerde school die uit een lokaal bestond. Coleman hield ervan om op school te lezen en zij ontwikkelde zich als een uitstekende leerling in wiskunde. Zij rondde het basisonderwijs op deze school af.
Elk jaar werd het ritme van Coleman van school, klusjes en kerkdiensten onderbroken door de katoenoogst. In 1901 verliet George Coleman zijn gezin. Hij keerde terug naar Oklahoma, of Indian Territory zoals het toen werd genoemd, om betere kansen te krijgen, maar zijn vrouw en kinderen kwamen hem niet achterna. Op twaalfjarige leeftijd werd Bessie met een studiebeurs toegelaten tot de Missionary Baptist Church School. Toen zij achttien jaar werd, nam zij haar spaargeld op en schreef zich in op de Oklahoma Colored Agricultural and Normal University in Langston (Oklahoma) (tegenwoordig bekend onder de naam Langston University). Zij maakte een semester af voordat haar geld op was en keerde toen terug naar huis.

## Carrière

### Chicago
Toen Coleman 23 jaar was verhuisde zij naar Chicago, Illinois, waar zij bij haar broers ging wonen. In Chicago werkte Coleman als een manicuurster in de White Sox Barber Shop. Daar hoorde zij verhalen over vliegen in oorlogstijd van piloten die waren teruggekeerd uit de Eerste Wereldoorlog. Zij nam een tweede baan in een winkel om geld te sparen in de hoop om piloot te worden. Amerikaanse vliegscholen lieten geen vrouwen of Afro-Amerikanen toe, dus moedigde Robert S. Abbott, oprichter en uitgever van de Afro-Amerikaanse krant Chicago Defender, haar aan om een opleiding in het buitenland te volgen. Abbot publiceerde de zoektocht van Coleman in zijn krant en zij kreeg financiële steun van bankier Jesse Binga en de Defender.

### Frankrijk

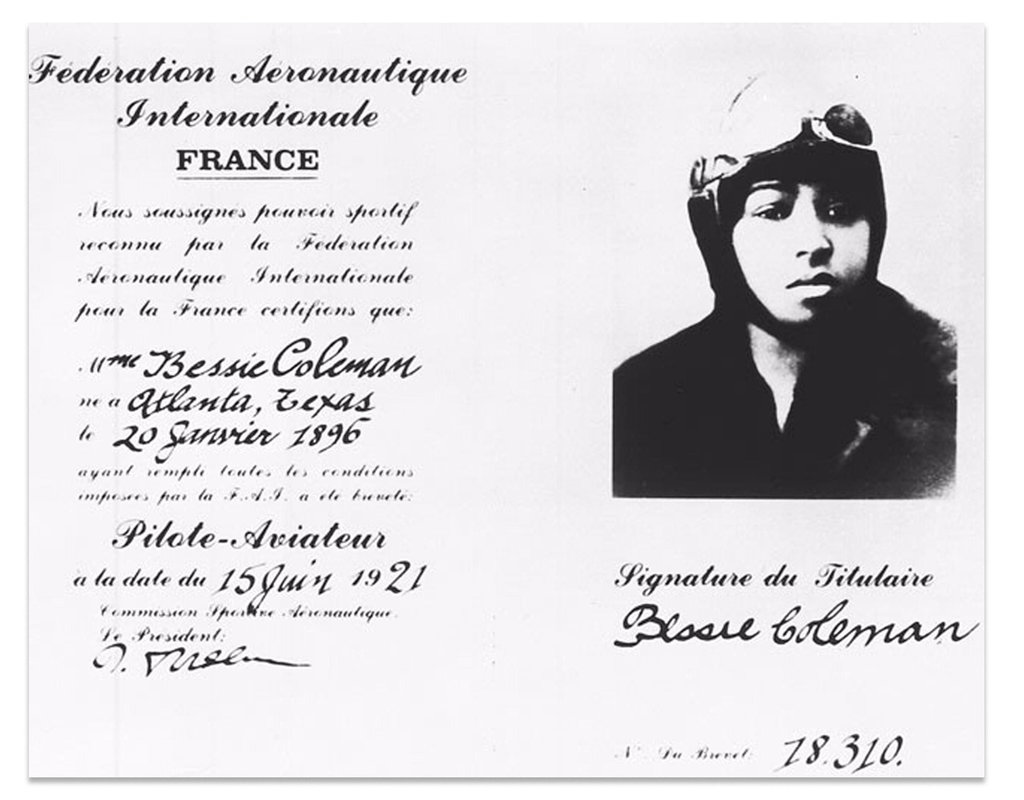
Vliegbrevet van Coleman, uitgegeven op 15 juni 1921

Bessie Coleman volgde Franse les op de taalschool Berlitz Language Schools in Chicago en zij reisde op 20 november 1920 naar Parijs waar zij een opleiding kon volgen om haar vliegbrevet te halen.
Zij leerde te vliegen in een Frans militair verkenningsvliegtuig uit de Eerste Wereldoorlog, de Nieuport 564, een tweedekker met “een stuursysteem dat bestond uit een verticale stuurknuppel die zo dik was als een honkbalknuppel vóór de piloot en een roerpedaal onder de voeten van de piloot." Op 15 juni 1921 werd Coleman de eerste Afro-Amerikaanse vrouw en de eerste inheemse Amerikaan die een vliegbrevet behaalde en ook de eerste Afro-Amerikaanse persoon en de eerste inheemse Amerikaanse persoon die een internationaal vliegbrevet behaalde bij de Fédération Aéronautique Internationale. De daaropvolgende twee maanden volgde Coleman lessen bij een Franse toppiloot in de buurt van Parijs om haar vliegvaardigheden te verbeteren. In september 1921 nam zij de boot naar Amerika. Toen Coleman terugkwam in Amerika werd zij een mediasensatie.

## Vliegshows
De lucht is de enige plek die vrij is van vooroordelen. Ik wist dat wij geen piloten, mannen noch vrouwen, hadden en ik wist dat het Afro-Amerikaanse volk vertegenwoordigd moest worden op dit belangrijkste gebied, dus ik vond het mijn plicht om mijn leven te riskeren om te leren vliegen

Omdat de tijd van commerciële vluchten nog een tiental jaar of langer op zich zou laten wachten, realiseerde Coleman zich dat zij stuntvlieger in "rondreizende vliegshows" moest worden om geld te kunnen verdienen als burgerpiloot. Als stuntvlieger zou zij gevaarlijke stunts moeten verrichten voor betalend publiek in een tijd waarin de technologie van vliegtuigen nog in de kinderschoenen stond. Maar om in deze zeer competitieve wereld succesvol te kunnen zijn, zou zij extra lessen moeten volgen en haar repertoire moeten uitbreiden. Terug in Chicago kon Coleman niemand vinden die bereid was haar les te geven, dus vertrok zij in februari 1922 weer met de boot naar Europa. De daaropvolgende twee maanden bracht zij in Frankrijk door en rondde zij een vliegcursus voor gevorderden af. Daarna reisde zij naar Nederland om Anthony Fokker te ontmoeten, een van de beroemdste vliegtuigontwerpers van de wereld. Coleman reisde ook naar Duitsland waar zij een bezoek bracht aan vliegtuigfabrikant Fokker en aanvullende training kreeg van een van de belangrijkste piloten van het bedrijf. Daarna keerde zij terug naar de Verenigde Staten om haar carrière in stuntvliegen te beginnen.
"Queen Bess,” zoals zij ook wel bekend stond, was de komende vijf jaar een zeer populaire publiekstrekker. Bessie werd door zowel Afro-Amerikaanse als blanke Amerikanen bewonderd. Zij werd uitgenodigd voor belangrijke evenementen en veel geïnterviewd voor kranten. Bessie vloog vooral in tweedekkers van het model Curtiss JN- 4 "Jenny" en andere vliegtuigen die het leger over had uit de oorlog. Op 3 september 1922 verscheen zij voor het eerst in een Amerikaanse vliegshow tijdens een evenement ter ere van veteranen van het Afro-Amerikaanse 369th Infantry Regiment uit de Eerste Wereldoorlog. Het evenement werd gehouden op Curtiss Field op Long Island in de buurt van New York en werd gesponsord door haar vriend Abbott en de krant Chicago Defender. Op de affiches van de vliegshow werd Coleman aangekondigd als “de beste vrouwelijke piloot van de wereld" . De vliegshow bevatte vliegkunsten van acht andere Amerikaanse top-piloten en een sprong van de Afro-Amerikaanse parachutist Hubert Julian. Zes weken later keerde Coleman terug naar Chicago voor een verbluffende demonstratie van roekeloze vliegtuigacrobatiek waaronder achtjes, loopings en dalingen tot dicht bij de grond voor een groot en enthousiast publiek op het vliegveld Checkerboard Airdrome (tegenwoordig het terrein van het Hines Veterans Administration Medical Center, Hines, Illinois, het Loyola Hospital, Maywood, en het nabijgelegen Cook County Forest Preserve).
De opwinding van stuntvliegen en de bewondering van juichend publiek waren slechts een deel van de droom van Coleman. Coleman vergat nooit de belofte die zij tijdens haar jeugd had gedaan om op een dag “iets te bereiken.” Als professionele vliegenier werd Coleman vaak bekritiseerd door de pers vanwege haar opportunistische karakter en de flamboyante stijl die zij tot uiting liet komen in haar stunts. Maar zij bouwde ook snel een reputatie op van een bekwame en moedige piloot die nergens voor terugdeinst om een moeilijke stunt uit te voeren. Tijdens een vliegshow op 22 februari 1923 in Los Angeles brak zij een been en drie ribben toen haar vliegtuig in een overtrokken vlucht raakte en neerstortte.

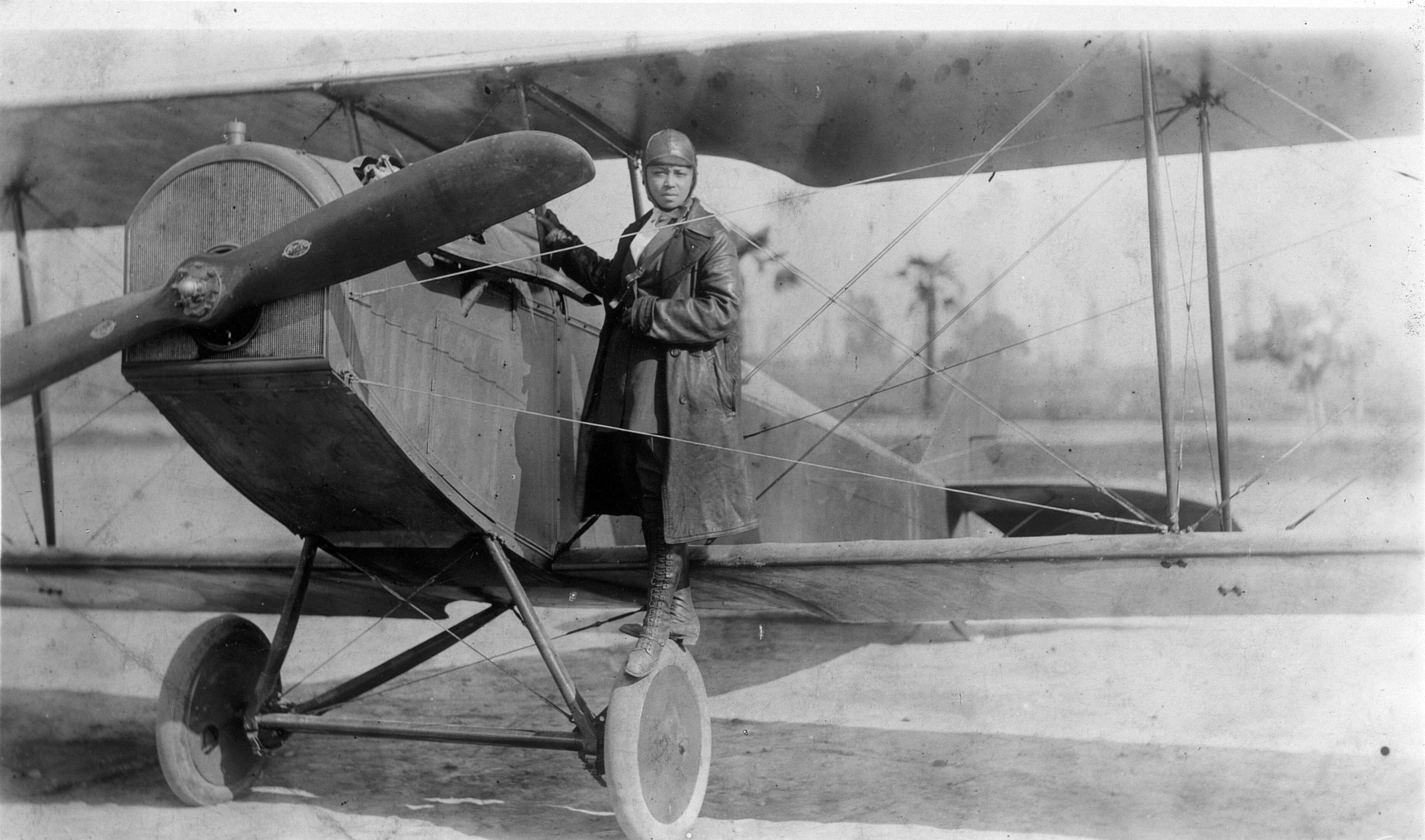
Bessie Coleman, circa 1922

Met het oog op de promotie van de luchtvaart en het bestrijden van racisme sprak Coleman door heel het land publiek toe over het bevorderen van de luchtvaart en het nastreven van doelen voor Afro-Amerikanen. Zij weigerde resoluut deel te nemen aan luchtvaartevenementen waar de aanwezigheid van Afro-Amerikanen was verboden.
In de jaren 20 van de twintigste eeuw ontmoette Coleman in Orlando, Florida, predikant Hezakiah Hill en zijn vrouw Viola, buurtactivisten, die haar uitnodigden om bij hen te logeren in de pastorie van de Mount Zion Missionary Baptist Church aan Washington Street in de wijk Parramore. In 2013 werd daar ter ere van haar een straat hernoemd tot de “Bessie Colemanstraat”. Het stel, dat haar als een dochter beschouwde, haalde haar over om in Orlando te blijven. Coleman opende daar een schoonheidssalon om extra geld te verdienen zodat zij haar eigen vliegtuig kon kopen.
Via haar mediacontacten kreeg zij een rol aangeboden in een speelfilm met de titel Shadow and Sunshine die zou worden gefinancierd door de African American Seminole Film Producing Company. Zij accepteerde de rol graag in de hoop dat de publiciteit haar carrière verder zou helpen en dat de rol haar het geld zou opleveren dat zij nodig had om haar eigen vliegschool op te richten. Maar toen zij hoorde dat de eerste filmscène vereiste dat zij in lompen zou verschijnen met een wandelstok en een rugzak op haar rug, weigerde zij om verder te gaan. “Het was duidelijk dat het verlaten van de set door Bessie een principiële verklaring was. Hoewel zij opportunistisch was ten aanzien van haar carrière, was zij dat nooit als het om ras ging. Ze was niet van plan om het denigrerende beeld dat de meeste blanken van de meeste Afro-Amerikanen hadden, te bevestigen”, schreef actrice Doris Rich.

Het is verleidelijk om parallellen te trekken tussen mij en mevrouw Coleman. . .[maar] ik wijs naar Bessie Coleman en zeg dat dit een vrouw is, een wezen, die model staat voor de hele mensheid, de definitie van kracht, waardigheid, moed, integriteit en schoonheid. - Mae Jemison (de eerste Afro-Amerikaanse vrouwelijke astronaut)

Coleman zou niet lang genoeg leven om een school voor jonge Afro-Amerikaanse piloten op te richten, maar haar baanbrekende prestaties dienden als inspiratiebron voor een generatie Afro-Amerikaanse mannen en vrouwen. “Door Bessie Coleman hebben wij datgene overwonnen wat erger was dan raciale barrières," schreef luitenant William J. Powell in Black Wings (1934), opgedragen aan Coleman. Wij hebben de barrières in onszelf overwonnen en durfden te dromen.” Powell diende in een gesegregeerde legereenheid tijdens de Eerste Wereldoorlog en stimuleerde onvermoeibaar het belang van Afro-Amerikaanse luchtvaart door middel van zijn boek, zijn dagboeken en de Bessie Coleman Aero Club die hij in 1929 oprichtte.

## Overlijden
Op 30 april 1926 was Coleman in Jacksonville, Florida. Zij had recent in Dallas een vliegtuig, een Curtiss JN-4 (Jenny), gekocht. Haar werktuigkundige en publiciteitsagent, de 24-jarige William D. Wills, vloog het vliegtuig van Dallas naar Florida ter voorbereiding op een vliegshow, maar hij moest onderweg drie noodlandingen maken, omdat het vliegtuig zo slecht onderhouden was. Toen zij dit hoorden, vonden vrienden en familie van Coleman het vliegtuig niet veilig en smeekten haar om er niet mee te gaan vliegen. Tijdens het opstijgen, bestuurde Wills het vliegtuig en zat Coleman op de passagiersstoel. Zij had haar veiligheidsgordel niet omgedaan, omdat zij van plan was de volgende dag een parachutesprong te maken en zij wilde over de rand van de cockpit heen kijken om de omgeving te verkennen.
Ongeveer tien minuten na het opstijgen, maakte het vliegtuig onverwachts een duikvlucht en raakte vervolgens in een spin op een hoogte van 900 meter. Coleman werd uit het vliegtuig geworpen op een hoogte van 610 meter en was op slag dood toen zij op de grond raakte. William Wills kon het vliegtuig niet meer onder controle krijgen en het stortte neer. Wills was op slag dood en het vliegtuig explodeerde en vatte vlam. Hoewel het wrak van het vliegtuig erg verbrand was, werd later ontdekt dat een moersleutel die gebruikt werd om de motor te onderhouden de besturing had geblokkeerd. Coleman was 34 jaar.
De begrafenis vond plaats in Florida waarna haar lichaam naar Chicago werd gebracht. Hoewel er in de meeste media weinig over werd vermeld, kreeg haar dood veel aandacht in de Afro-Amerikaanse pers en waren er 10.000 mensen aanwezig bij de herdenkingsdiensten in Chicago die werden geleid door activiste Ida B. Wells.

## Eerbewijzen

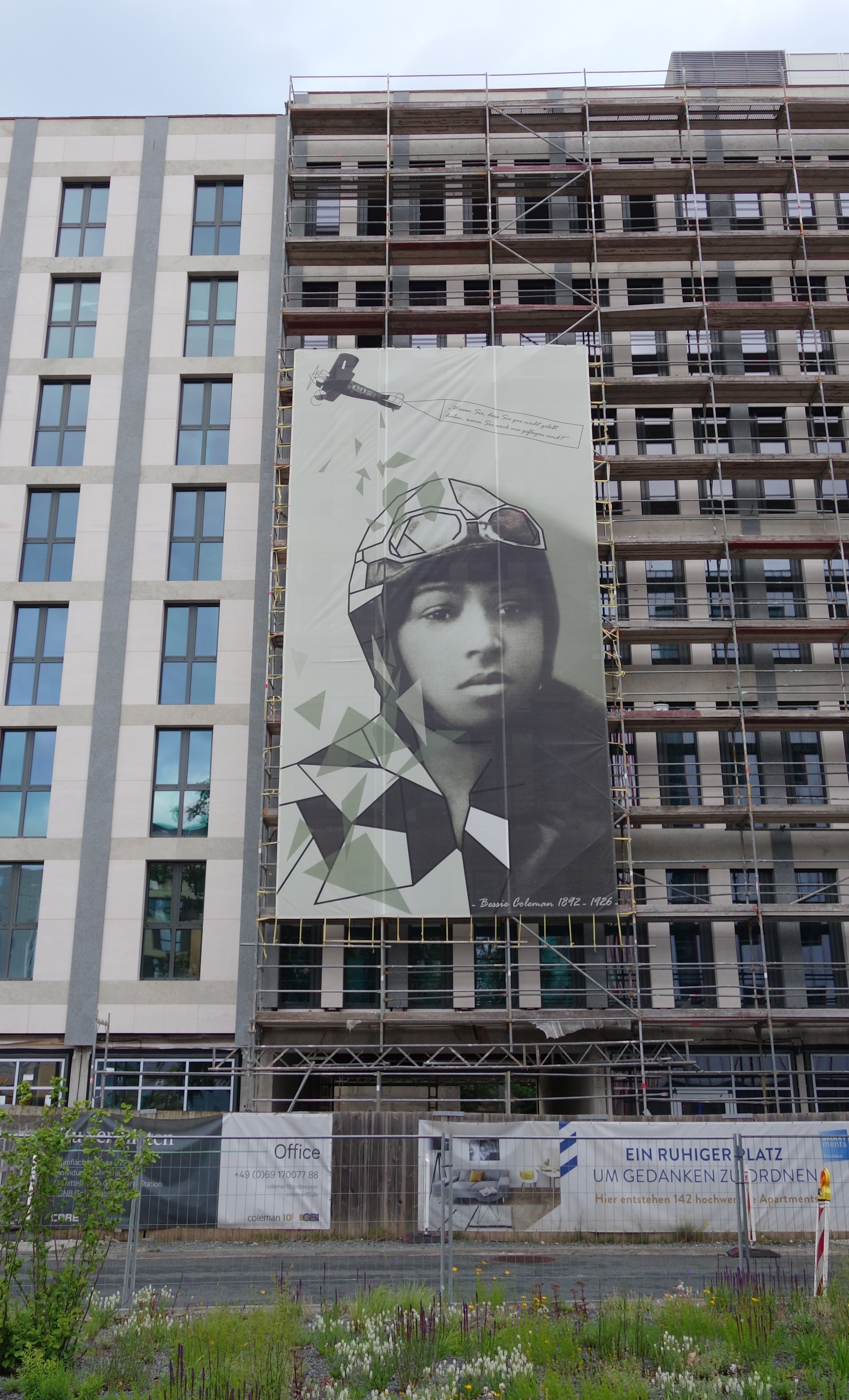
Banner op steigers aan de Bessie-Coleman-Straße (Bessie Colemanstraat) op de luchthaven Frankfurt Main

- Een openbare bibliotheek in Chicago werd naar Coleman vernoemd, net zoals wegen rond O'Hare International Airport in Chicago, Oakland International Airport in Oakland, California, Tampa International Airport in Florida, en het Duitse Frankfurt International Airport. Bij het Chicago Cultural Center is een gedenkplaat geplaatst op de plek waar haar huis vroeger stond, 41st and King Drive in Chicago. Het is een traditie voor Afro-Amerikaanse piloten om tijdens luchtparades bloemen op haar graf op het Lincoln Cemetery te laten vallen.
- Een rotonde die naar Nice Airport in het zuiden van Frankrijk leidt, werd in maart 2016 naar Coleman vernoemd en er zijn ook straten in Poitiers en in het 20ste arrondissement van Parijs naar haar vernoemd.
- De Bessie Coleman Middle School in Cedar Hill, Texas is naar haar vernoemd.
- Bessie Coleman Boulevard in Waxahachie, Texas, waar Coleman als kind heeft gewoond is naar haar vernoemd.
- B. Coleman Aviation, een fixed-base operator gevestigd op het Gary/Chicago International Airport is naar haar vernoemd.
- Er zijn verschillende studiebeurzen genaamd 'Bessie Coleman Scholarship Awards' in het leven geroepen voor scholieren op de middelbare school die van plan zijn om in de luchtvaart te gaan werken.
- Het Amerikaanse postbedrijf U.S. Postal Service bracht in 1995 een postzegel van 32 cent uit waarop Coleman werd geëerd. De Bessie Coleman herdenkingspostzegel is de 18de in de serie van US Postal Service over Afro-Amerikaans erfgoed.
- In 2001 werd Coleman opgenomen in de eregalerij National Women's Hall of Fame.
- In 2006 werd Coleman opgenomen in de eregalerij National Aviation Hall of Fame.
- In 2012 werd een bronzen gedenkplaat met een afbeelding van Coleman geplaatst op de toegangsdeuren van de Paxon School for Advanced Studies die gevestigd is op de plek van het vliegveld van Jacksonville vanwaar de fatale vlucht van Coleman begon.
- Coleman werd in aflevering 11a van seizoen 5 van het geanimeerde televisieprogramma voor kinderen Doc McStuffins geëerd met een rol als speelgoedfiguur.
- Zij werd in 2013 door het tijdschrift Flying op de 14e plaats gezet op de lijst van de “51 Helden van de Luchtvaart.”
- In 2014 werd Coleman opgenomen in de eregalerij International Air & Space Hall of Fame in het San Diego Air & Space Museum.
- Op 25 januari 2015 hernoemde de stad Orlando West Washington Street om haar meest talentvolle bewoner te erkennen.
- Op 26 januari 2017, de dag waarop Coleman 125 jaar geleden was geboren, werd ter ere van haar een Google Doodle op internet gezet.
- In december 2019 besteedde de krant de New York Times speciale aandacht aan Coleman in de rubriek met overlijdensberichten Overlooked, Bessie Coleman, baanbrekende Afro-Amerikaanse vliegenierster.